# The Mortal Immortal

The Mortal Immortal est une nouvelle de Mary Shelley publiée en 1833.